# Candy (groupe géorgien)
Pour les articles homonymes, voir Candy.
Candy (stylisé CANDY) est un groupe de pop géorgien constitué de Ira Kovalenko, Ana Khanchalyan, Iru Khechanovi, Mariam Gvaladze et Gvantsa Saneblidze. Candy est formé par le Bzikebistudio et Giga Kukhianidze. 
Le groupe remporte le Concours Eurovision de la chanson junior en 2011 avec la chanson Candy Music pour leur pays, la Géorgie, dont c'est la seconde victoire au Concours Eurovision Junior. Ils obtiennent 108 points.